# Kapala ivorensis
Kapala ivorensis is een vliesvleugelig insect uit de familie Eucharitidae. De wetenschappelijke naam is voor het eerst geldig gepubliceerd in 1954 door Risbec.